# Franciszek Zieliński (poseł)

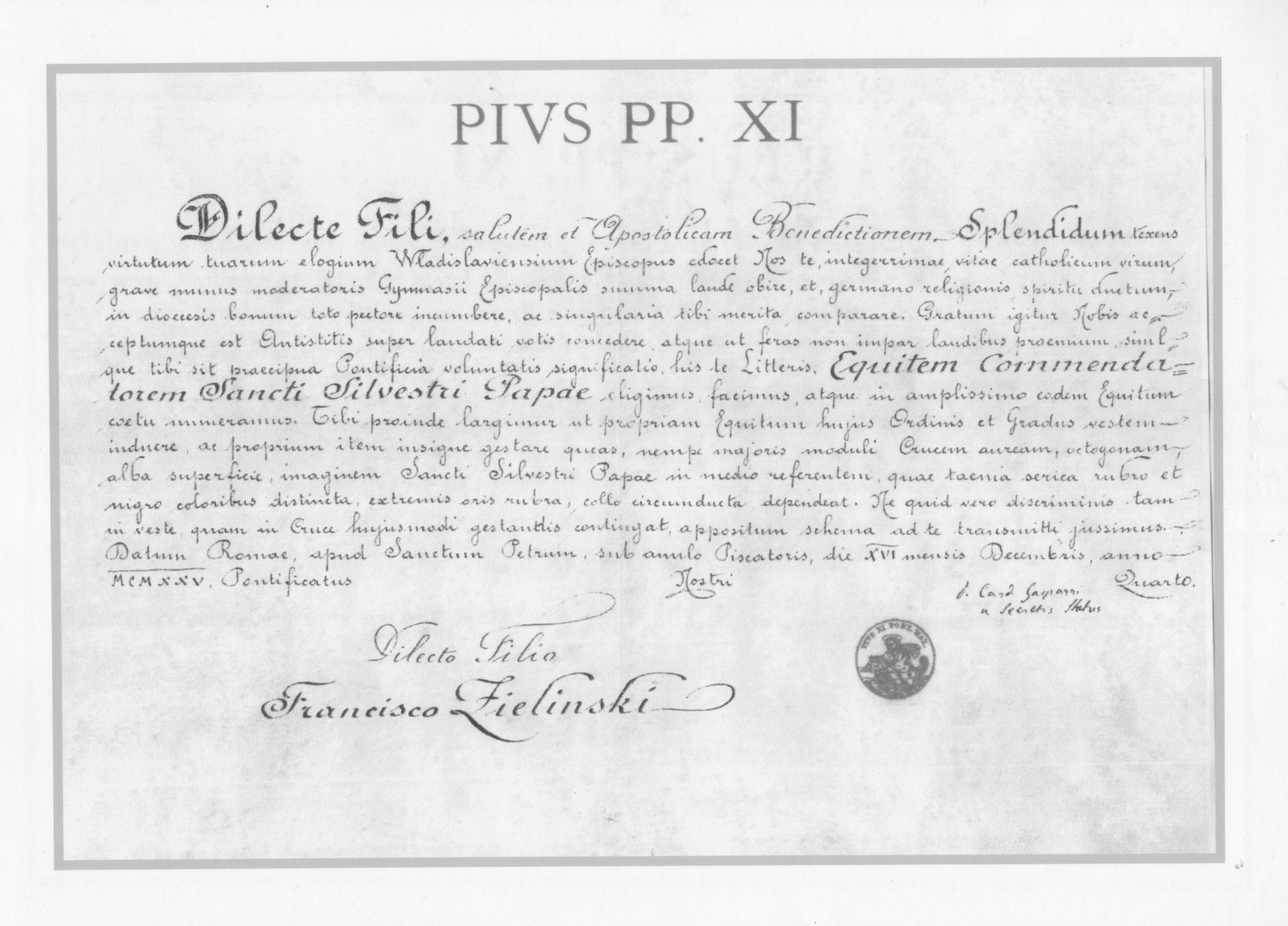
Dyplom nadania Orderu Św. Sylwestra Franciszkowi Zielińskiemu

Franciszek Zieliński (ur. 2 grudnia 1882 w Rypinie, zm. 1966 w Izabelinie) – nauczyciel, administrator, polityk i działacz społeczny. 

## Życiorys
W 1901 ukończył Seminarium Nauczycielskie i rozpoczął pracę jako nauczyciel w Żurominie. W latach 1915–1921 zarządca dóbr rodziny Karola Niezabytowskiego. W latach 1923–1926 dyrektor Biskupiego Gimnazjum im. Jana Długosza we Włocławku. Uhonorowany przez papieża Piusa XI Komandorią Orderu św. Sylwestra za zasługi dla Kościoła. Działał w Polskim Stronnictwie Chrześcijańskiej Demokracji, wchodząc w latach 1925–1931 do jego Rady Naczelnej. W 1928 został wybrany z ramienia tej partii do Sejmu RP z okręgu włocławskiego. Członek Komisji Rolnej. Od 1919 właściciel majątku w Chalinie pow. Lipno, później także majątku Truskaw k. Warszawy objętych w 1945 roku reformą rolną. W czasie II wojny światowej pracował w Częstochowie, a po jej zakończeniu w Katowicach i Opolu. Po przejściu na emeryturę zamieszkał w Izabelinie pod Warszawą.